# Formicosepsis barbipes
Formicosepsis barbipes är en tvåvingeart som beskrevs av Andersson 1976. Formicosepsis barbipes ingår i släktet Formicosepsis och familjen Cypselosomatidae. Inga underarter finns listade i Catalogue of Life.